# ستيف لي
ستيف لي (بالإنجليزية: Steve Lee)‏ هو كاتب أغاني أسترالي، ولد في 1967 في بروكن هيل في أستراليا.